# Гора (Бєжаницький район)
Гора (рос. Гора) — присілок в Бєжаницькому районі Псковської області Російської Федерації.
Населення становить 125 осіб. Входить до складу муніципального утворення Лющикська волость.

## Історія
Від 2005 року входить до складу муніципального утворення Лющикська волость.

## Населення
| 2001 | 2002 | 2010 |
| ---- | ---- | ---- |
| 240  | ↘197 | ↘125 |